# 윤희순 의병가사집
윤희순 의병가사집은 강원특별자치도 춘천시 강원대학교에 있는, 여성 독립운동가인 윤희순(尹熙順, 1860-1935)이 의병들의 사기를 진작하기 위해 지은 낱장의 친필 가사들을 절첩의 형태로 이어 붙인 순한글 가사집이다. 2019년 5월 7일 대한민국의 국가등록문화재 제750호로 지정되었다.

## 개요
여성 독립운동가인 윤희순(尹熙順, 1860-1935)이 의병들의 사기를 진작하기 위해 지은 낱장의 친필 가사들을 절첩의 형태로 이어 붙인 순한글 가사집이다. 윤희순은 ‘안사람 의병가’ 등을 지어 부르게 하고, 군자금을 모금하는 등 의병운동을 고취하고 지원하였으며, 대한독립단에서 활동하고 학교를 설립하여 민족교육을 실시하는 등 치열한 항일운동을 하였다. 「윤희순 의병 가사집」은 여성 독립운동가의 문집이라는 점에서 희소성이 크고, 근대 가사 및 한글표기방식 등 국어학적 및 국문학적 연구 등의 중요 기록자료로서 가치가 크다. 정부에서는 고인의 공훈을 기리어 1990년에 건국훈장 애족장을 추서하였다.

## 같이 보기
- 윤희순

## 참고 자료
- 윤희순 의병가사집 - 국가유산청 국가유산포털